# Oslo Airport City
 Oslo Airport City  er en lufthavnsby ved Oslo Lufthavn, Gardermoen. 
Lufthavnsbyen ligger i Gardermoen Business Park nord for Jessheim ved motorvej E6 der går mod Oslo og Trondheim.
I lufthavnsbyen ligger der en række virksomheder bl.a. Coop Norge Hovedlager, TrafikkDirigering AS, AFTAB AS, Solar, EVBox Charging Station og Porsche Center Gardermoen, Thon Congress Gardermoen og Thon Hotel Oslo Airport.
Planen er at den i fremtiden skal indeholde hotel, konferencecenter, kontorer, handel, logistik og service.